# Ryszard Linscheid
Ryszard Zygmunt Linscheid (ur. 8 kwietnia 1909 w Kuńkowcach, zm. wiosną 1940 w Charkowie) – polski prawnik, przedsiębiorca, podporucznik rezerwy kawalerii Wojska Polskiego, ofiara zbrodni katyńskiej.

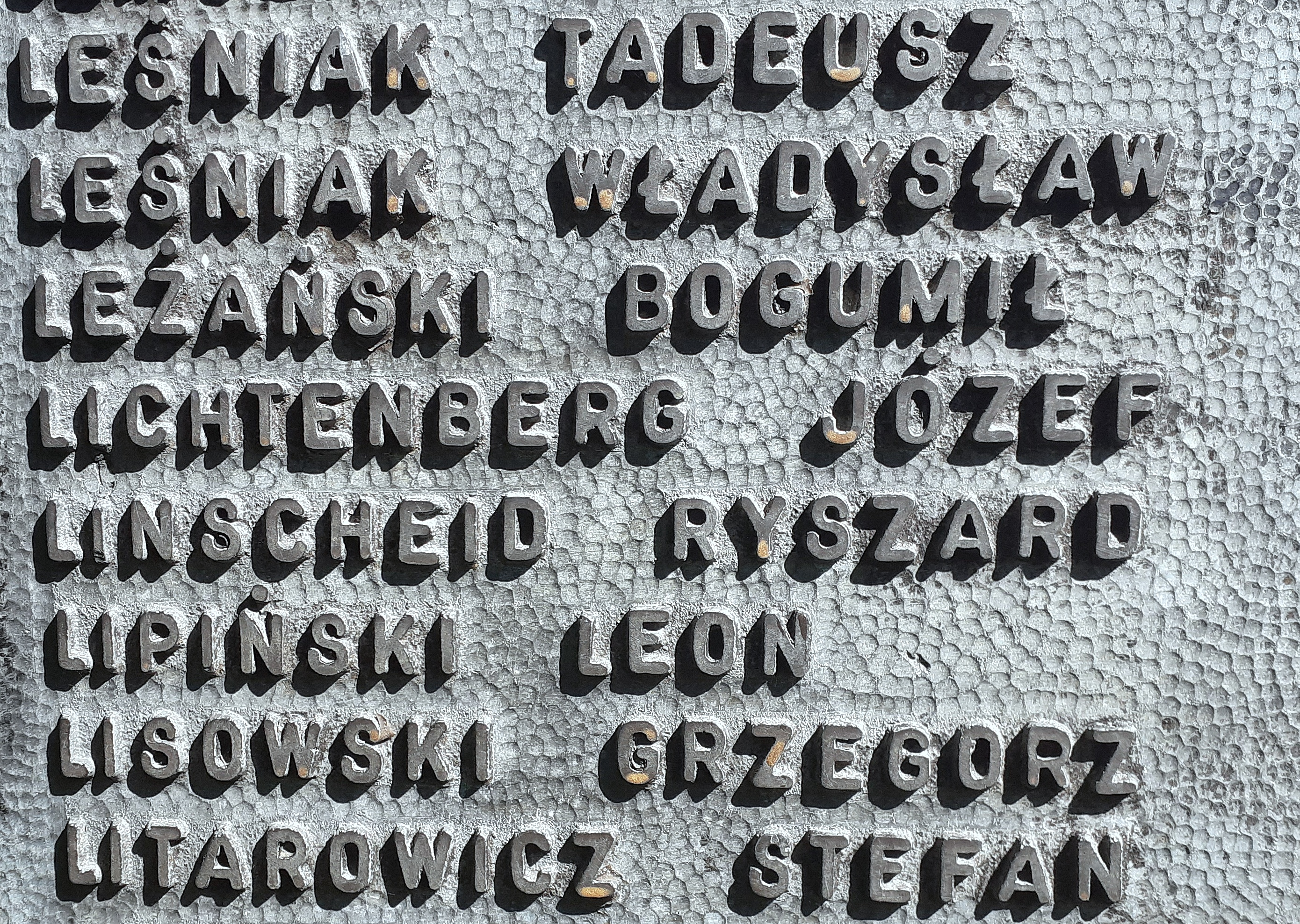
Upamiętnienie na Mauzoleum w Sanoku

## Życiorys
Urodził się 8 kwietnia 1909 w Kuńkowcach jako syn Piotra (1880-1951) i Olgi z domu Kintzi (1888-1946). Miał brata Ferdynanda i dwie siostry: Walerię (1911-1989, żona Bogusława Panka) i Helenę (1915–2006, po mężu Schmidt). Po jego urodzeniu rodzina przeprowadziła się do wsi Dąbrówka Polska pod Sanokiem, gdzie ojciec był dzierżawcą majątku należącego do Strzelbickich. Linscheidowie byli wyznania mennonickiego.
Od 1919 Ryszard Linscheid kształcił się w VIII Państwowym Gimnazjum Realnym we Lwowie, w X Państwowym Gimnazjum we Lwowie, w VIII Państwowym Gimnazjum we Lwowie. Później uczył się w Państwowym Gimnazjum im. Królowej Zofii w Sanoku, gdzie w roku szkolnym 1926/1927 ukończył VII klasę, w roku szkolnym 1927/1928 ukończył VIII klasę, a na wiosnę 1929 zdał egzamin dojrzałości (w jego klasie byli m.in. Adam Bieniasz, Stanisław Gerstmann, Norbert Ramer, Lidia Sembratowicz, Eugeniusz Duda, Mieczysław Wiśniowski – dwaj ostatni to także ofiary zbrodni katyńskiej). Następnie przeprowadził się do Lwowa, gdzie ukończył studia prawnicze na Wydziale Prawa Uniwersytetu Jana Kazimierza.
W 1930 ukończył kształcenie w Centrum Wyszkolenia Kawalerii w Grudziądzu. Został mianowany na stopień podporucznika kawalerii ze starszeństwem z 1 stycznia 1932 i lokatą 128. Służył w 10 Pułku Strzelców Konnych w Łańcucie. W 1934 był podporucznikiem rezerwy kawalerii i pozostawał wówczas w ewidencji Powiatowej Komendy Uzupełnień Sanok. 6 listopada 1935 poślubił w Sanoku pochodzącą z Nowosielec Marię Szawłowską (ur. 7 lipca 1908 w Potoku Złotym), z którą miał córkę Annę. Wraz z rodziną zamieszkiwał we Lwowie przy ulicy Obertyńskiej 39 nieopodal Parku Stryjskiego. Prowadził prywatne przedsiębiorstwo transportowo-spedycyjne. W 1937 odbywał ćwiczenia wojskowe dla rezerwy w 20 pułku ułanów w Łańcucie na stanowisku dowódcy plutonu.
Wobec zagrożenia konfliktem zbrojnym, w 1939 został zmobilizowany i przydzielony do 6 Pułku Strzelców Konnych z Żółkwi, a po wybuchu II wojny światowej walczył w kampanii wrześniowej, uczestniczył w obronie Lwowa. Po agresji ZSRR na Polskę z 17 września 1939 i wkroczeniu do Lwowa, został aresztowany przez Sowietów. Był przetrzymywany w obozie w Starobielsku. Wiosną 1940 – wraz z innymi osadzonymi tam jeńcami – został przewieziony do Charkowa i rozstrzelany przez funkcjonariuszy Obwodowego Zarządu NKWD w Charkowie oraz pracowników NKWD przybyłych z Moskwy na mocy decyzji Biura Politycznego KC WKP(b) z 5 marca 1940 i pogrzebany w Piatichatkach, gdzie od 17 czerwca 2000 mieści się oficjalnie Cmentarz Ofiar Totalitaryzmu w Charkowie. Figuruje na Liście Starobielskiej NKWD, pod poz. 1896.
W czasie wojny jego żona i córka zostały zesłane przez Sowietów na obszar ziemi kazachskiej ZSRR, skąd powróciły do Polski w 1946. Jego córka, Anna Linscheid, została doktorem fizyki, pracownikiem naukowym Katedry Chemii i Fizyki na Wydziale Rolniczo-Ekonomicznym Akademii Rolniczej w Krakowie.

## Upamiętnienie
5 października 2007 minister obrony narodowej Aleksander Szczygło mianował go pośmiertnie na stopień porucznika. Awans został ogłoszony 10 listopada 2007 w Warszawie, w trakcie uroczystości „Katyń Pamiętamy – Uczcijmy Pamięć Bohaterów”.
Podczas „Jubileuszowego Zjazdu Koleżeńskiego b. Wychowanków Gimnazjum Męskiego w Sanoku w 70-lecie pierwszej Matury” 21 czerwca 1958 jego nazwisko zostało wymienione w apelu poległych w obronie Ojczyzny w latach 1939–1945 oraz na ustanowionej w budynku gimnazjum tablicy pamiątkowej poświęconej poległym i pomordowanym absolwentom gimnazjum.
W 1962 Ryszard Linscheid został upamiętniony wśród innych osób wymienionych na jednej z tablic Mauzoleum Ofiar II Wojny Światowej na obecnym Cmentarzu Centralnym w Sanoku.
Ryszard Linscheid został upamiętniony na zbiorowych inskrypcjach tablic pamiątkowych umieszczonych w Kaplicy Katyńskiej Katedry polowej Wojska Polskiego w Warszawie, w Łańcucie oraz w I Liceum Ogólnokształcącym im. Komisji Edukacji Narodowej w Sanoku.
18 września 2013, w ramach akcji „Katyń... pamiętamy” / „Katyń... Ocalić od zapomnienia”, Ryszard Linscheid został uhonorowany poprzez zasadzenie Dębu Pamięci w przy Zespole Szkół Ogólnokształcących Integracyjnych nr 3 w Krakowie.